# Sancus bilineatus
Sancus bilineatus är en spindelart som beskrevs av Albert Tullgren 1910. Sancus bilineatus ingår i släktet Sancus och familjen käkspindlar. Inga underarter finns listade i Catalogue of Life.